# جمران
جمران (بالفارسية: جمران) هي قرية تقع في قسم سنغ بست الريفي في إيران. يقدر عدد سكانها بـ 59 نسمة بحسب إحصاء 2016.